# Dodge Neon (1994)
Dodge Neon – samochód osobowy klasy kompaktowej produkowany przez amerykańską markę Dodge w latach 1994 – 2005. 

## Pierwsza generacja

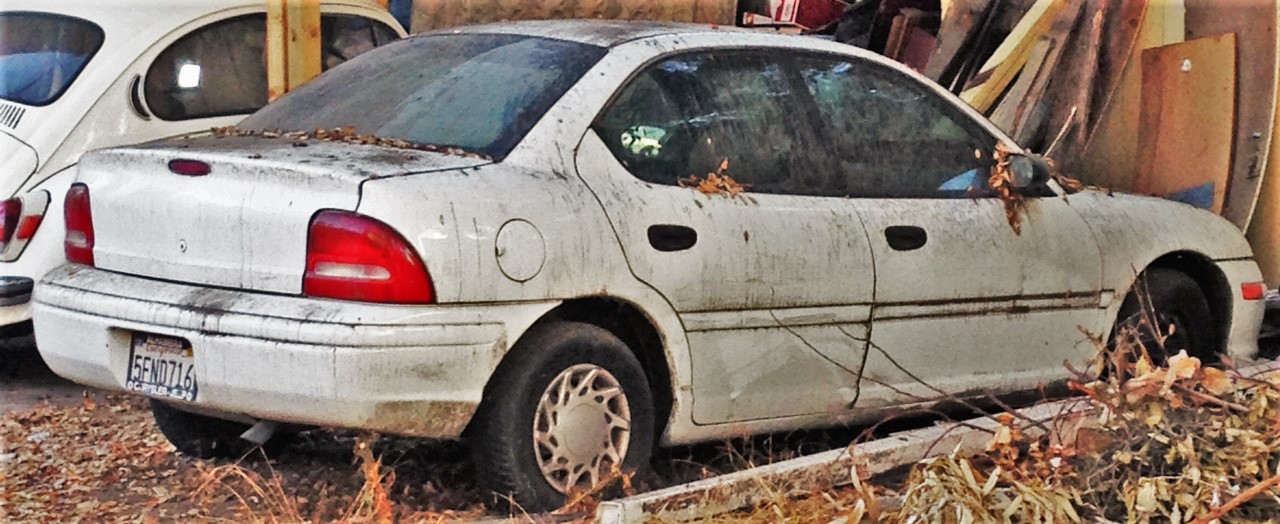
Dodge Neon I - tył

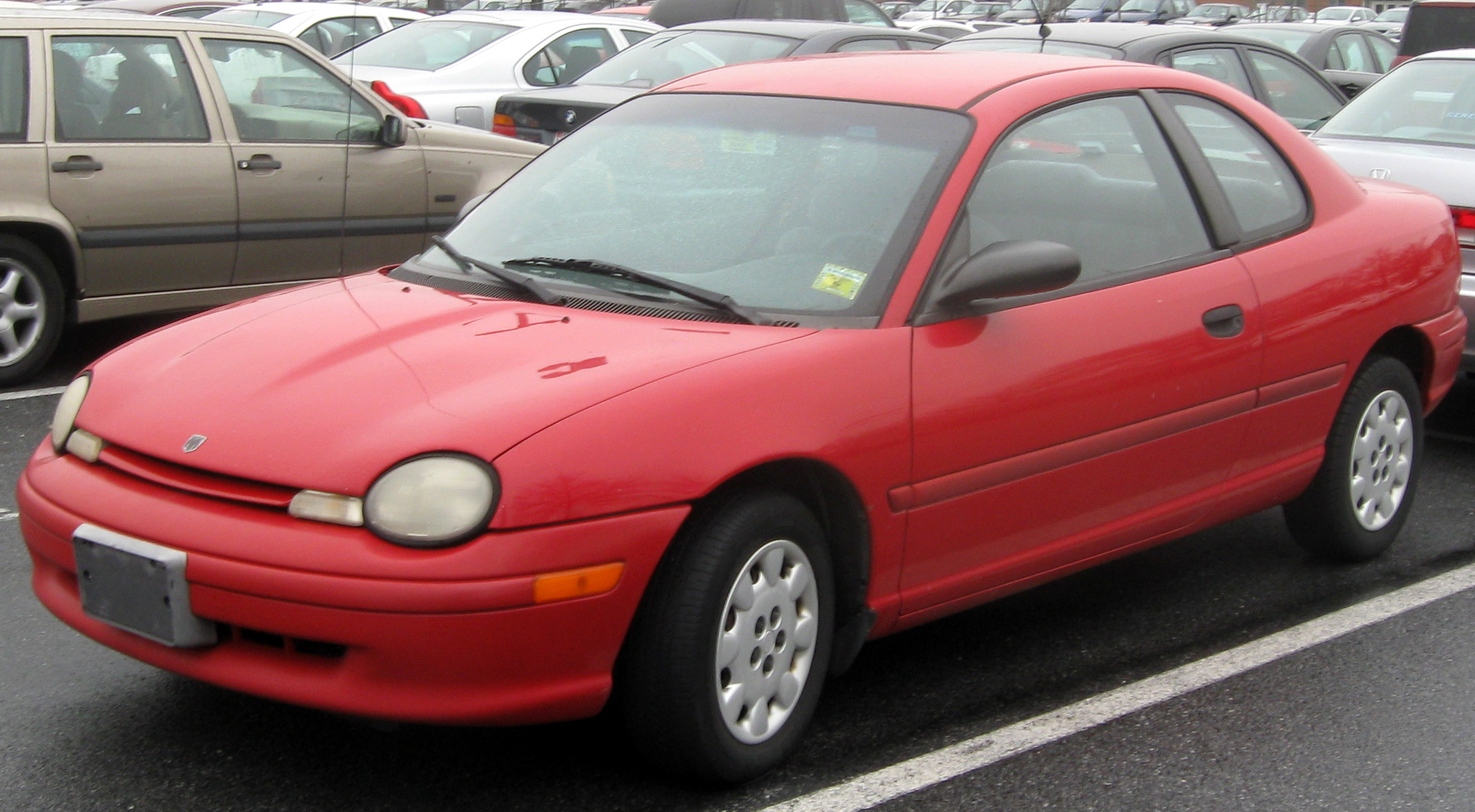
Dodge Neon I Coupe

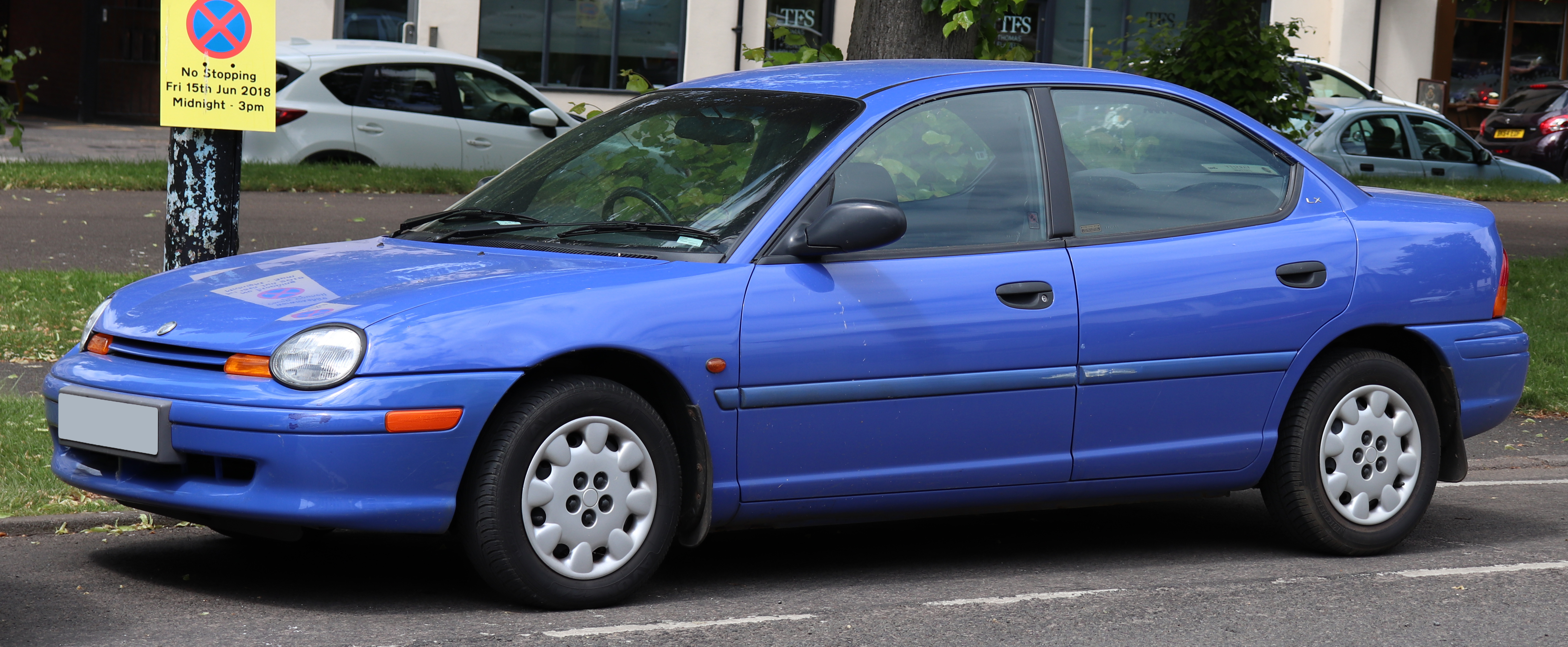
europejski Chrysler Neon I

Dodge Neon I został zaprezentowany po raz pierwszy w 1994 roku.
Neon zadebiutował jako następca modelu Shadow. Neony produkowano w zakładach w Toluca (Meksyk) i w Belvidere (USA). W Europie był oferowany pod marką Chrysler.
Neon pierwszej generacji był produkowany w dwóch wersjach nadwozia (czterodrzwiowy sedan i dwudrzwiowe coupé), trzech wersjach wyposażenia (Base, Highline i Sport; w 1998 zrezygnowano z wersji Base) i dwóch wersjach silnika (SOHC - 132 KM i DOHC - 150 KM; w Europie sprzedawano także model z silnikiem 1,8 l), z manualną (pięcioprzełożeniową) i automatyczną (trójprzełożeniową) skrzynią biegów. W 1998 wprowadzono usportowioną wersję Neon RT.

### Europa
Na rynku europejskim, a ponadto także w Kanadzie i Australii Dodge Neon był oferowany pod marką Chrysler jako Chrysler Neon. Różnice wizualne były minimalne, obejmując jedynie światła tylne, inne emblematy i oznaczenia producenta.

### Dane techniczne
- Silnik 2.0 l: 
  - czterocylindrowy
  - pojemność - 1996 cm²
  - moc - 132 KM (98 kW) w wersji SOHC, 150 KM (112 kW) w wersji DOHC, 150 KM (112 kW) w wersji SOHC - Magnum
- silnik 1,8 l
  - pojemność - 1796 cm²
  - 86 kW (115 KM)
- napęd - na przednią oś
- hamulce - przednie tarczowe, tylne bębnowe lub tarczo-bębny
- osiągi: 
  - maksymalna prędkość - 190 km / h
  - przyspieszenie - 8,5 s do 100 km / h
- parametry eksploatacyjne: 
  - pojemność zbiornika paliwa - 42,4 l (w późniejszych wersjach 47,3 l)

## Druga generacja

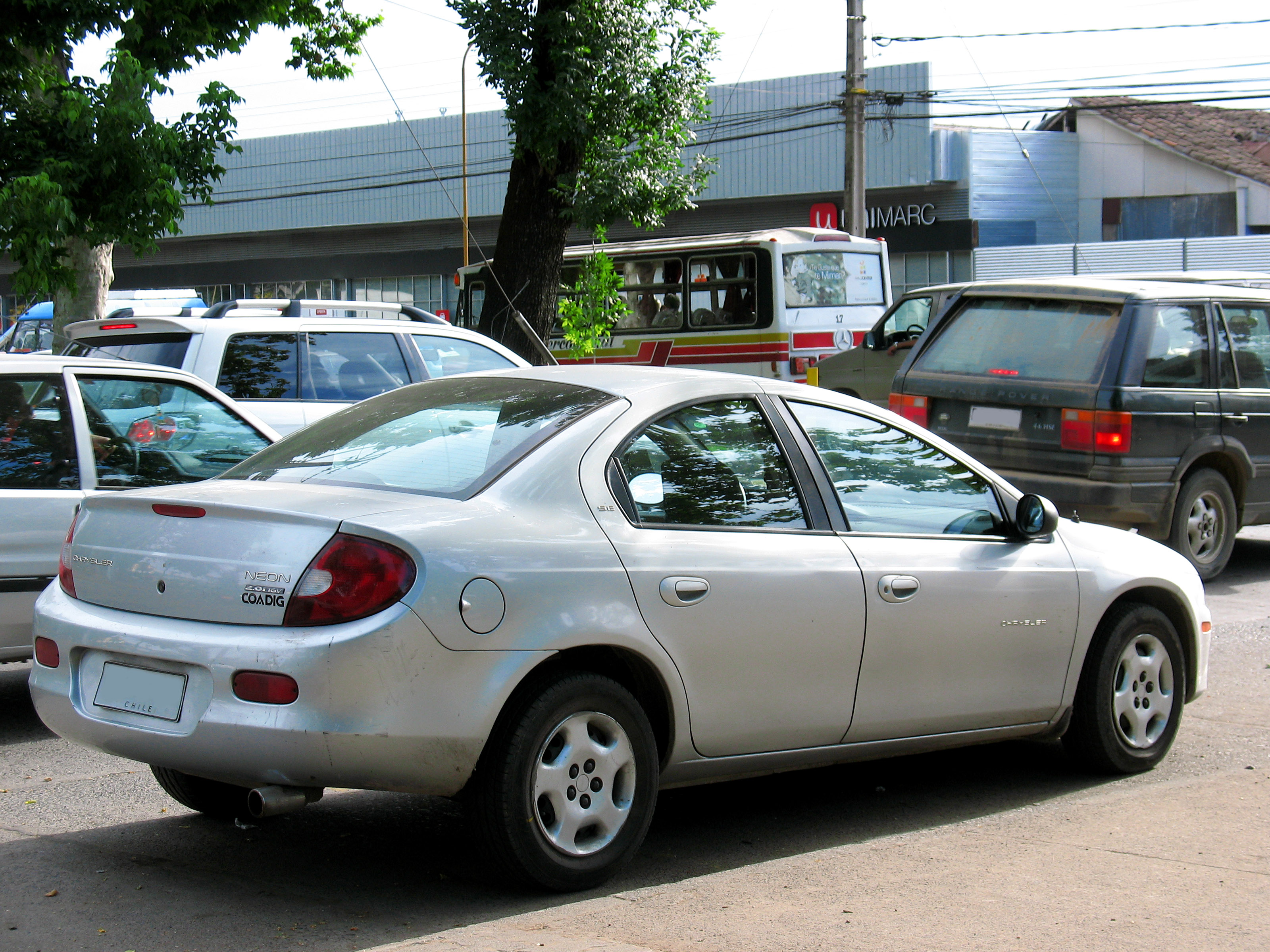
Dodge Neon II - tył

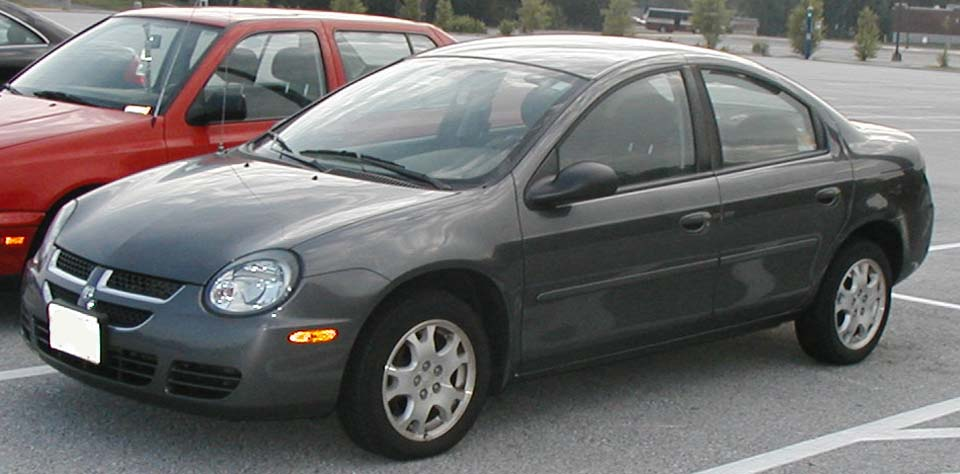
Dodge Neon II po liftingu

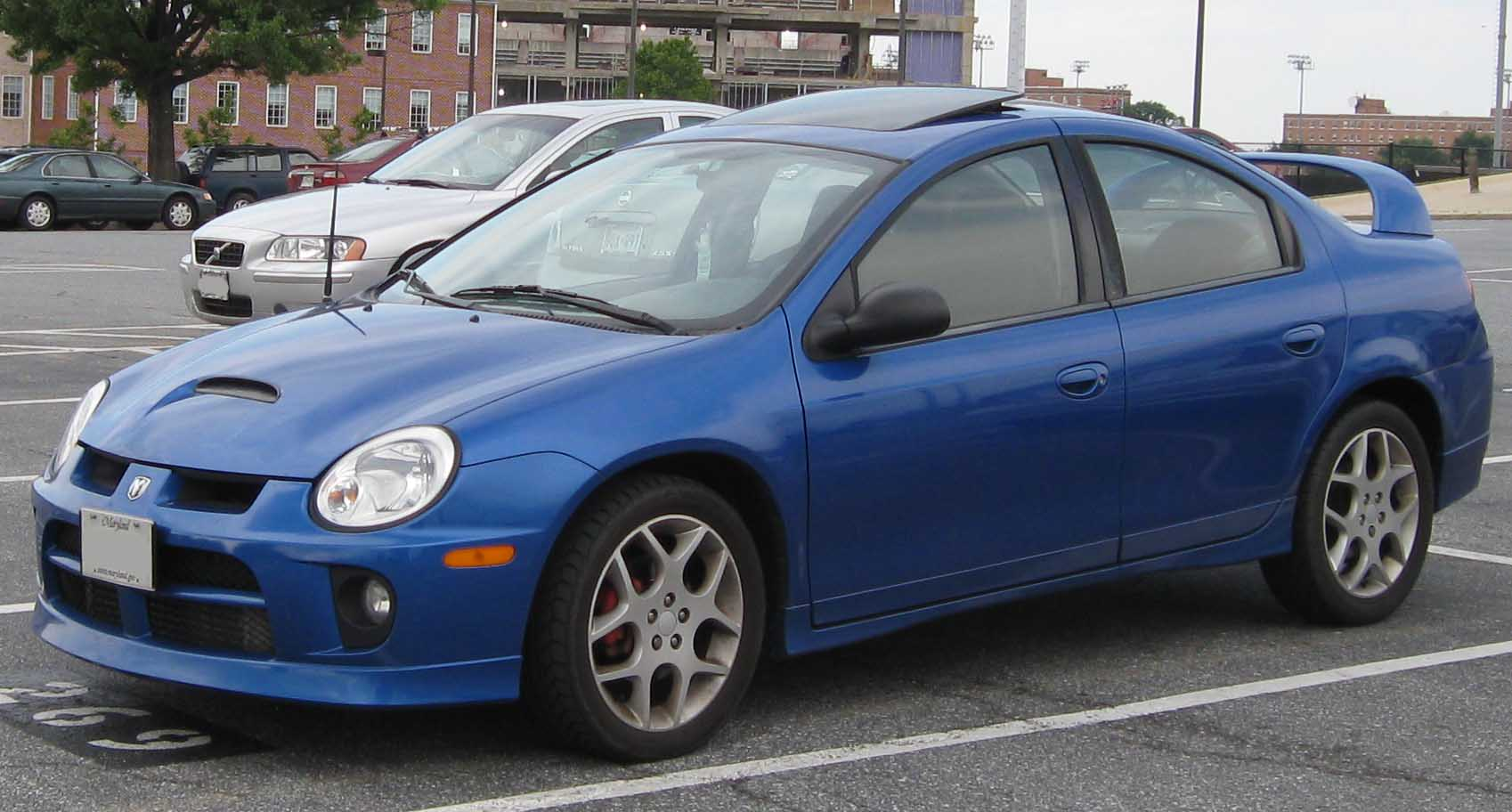
Dodge Neon II SRT-4

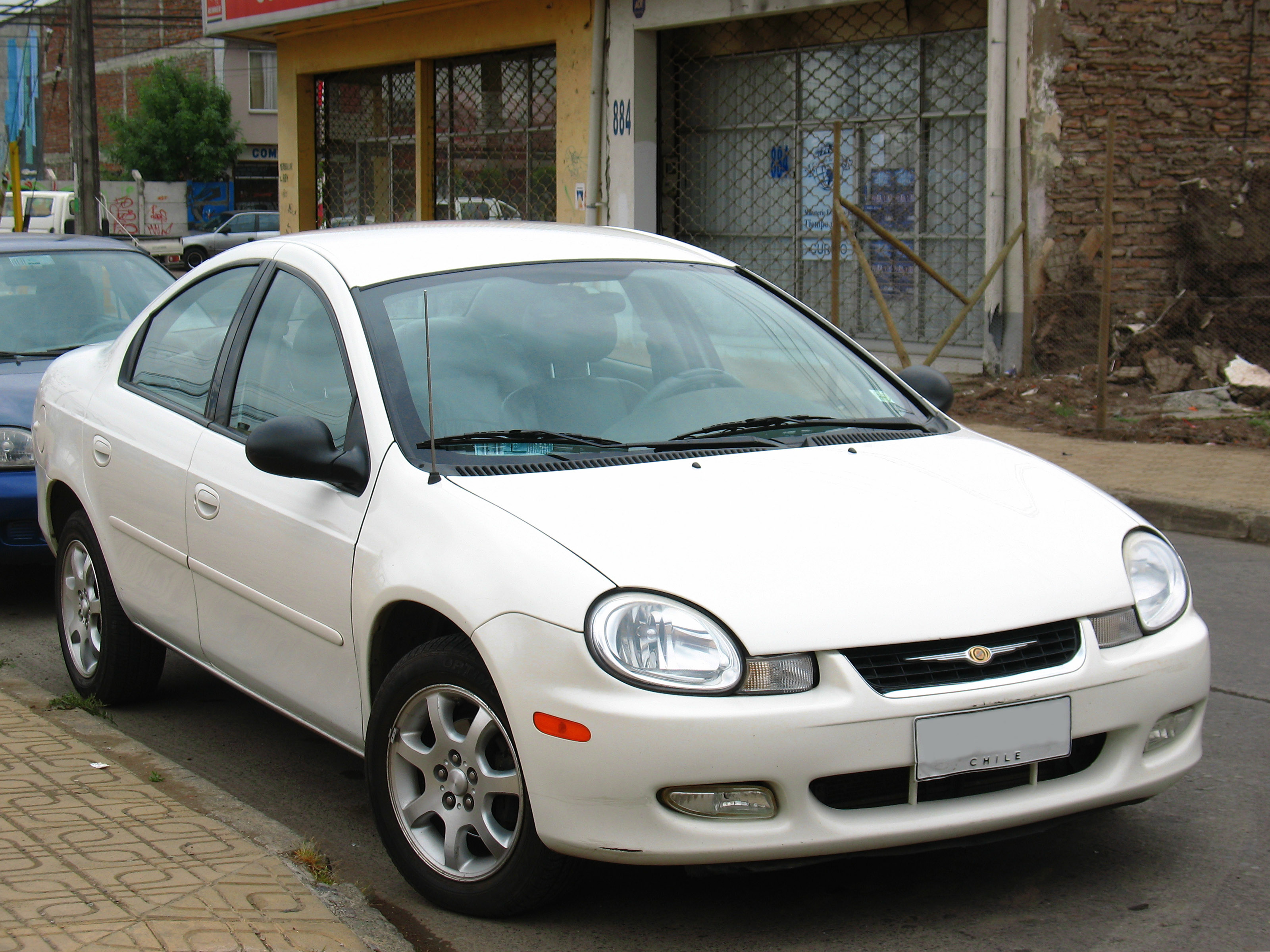
europejski Chrysler Neon II

Dodge Neon II został zaprezentowany po raz pierwszy w 1999 roku.
Neon drugiej generacji był produkowany tym razem tylko jako czterodrzwiowy sedan z silnikiem SOHC (od 2002 także z silnikiem Tritec 1,6 l) i pięcioprzełożeniową manualna skrzynią biegów (od 2002 także z czterobiegową skrzynią automatyczną). W drugiej generacji podniesiono komfort jazdy kosztem osiągów. Od 2003 był dostępny sportowy model Neon SRT-4 z silnikiem 2,4 l. 
Neona sprzedawano także pod markami Chrysler (w Europie i Australii) i Plymouth (w USA). W 2003 w Kanadzie sprzedawano go pod nazwą SX 2.0. 

### Neon SRT-4
W latach 2003–2005 Dodge produkował także sportową odmianę SRT-4. Do napędu użyto turbodoładowanego silnika R4 o pojemności 2,4 litra. Moc przenoszona była na oś przednią poprzez 5-biegową manualną skrzynię biegów.

### Europa
Podobnie jak w przypadku poprzednika, także i druga generacja Dodge'a Neona była sprzedawana w Europie, Kanadzie i Australii pod marką Chrysler jako Chrysler Neon. Tym razem różnice wizualne okazały się rozleglejsze, obejmując inny kształt zderzaka i atrapy chłodnicy z dużym, wyeksponowanym logo producenta. Sprzedaż w Kanadzie zakończono w 2002 roku, z kolei w Europie - w 2004 roku.

### Dane techniczne
- R4 2,4 l (2429 cm³), 4 zawory na cylinder, DOHC, turbo
- Układ zasilania: wtrysk SMPFi
- Średnica × skok tłoka: 87,50 mm × 101,40 mm
- Stopień sprężania: 8,1:1
- Moc maksymalna: 233 KM (171,5 kW) przy 5300 obr./min
- Maksymalny moment obrotowy: 339 N•m przy 2200-4400 obr./min
- Maksymalna prędkość obrotowa silnika: 6240 obr./min
- Przyspieszenie 0-100 km/h: 5,6 s[2]
- Przyspieszenie 0-160 km/h: 13,8 s[2]
- Czas przejazdu ¼ mili: 14,2 s[2]
- Prędkość maksymalna: 246 km/h[2]